# Dutch TT

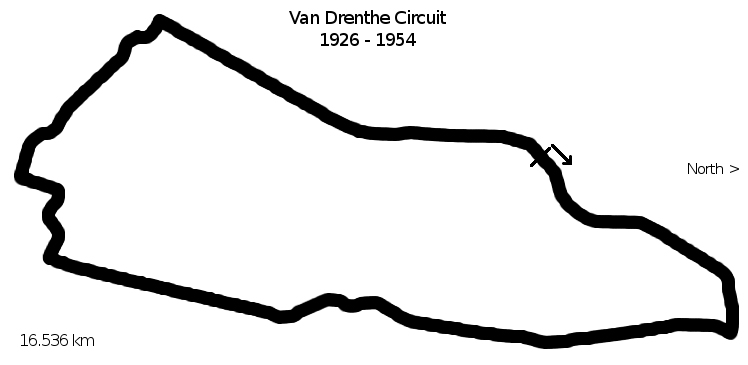
Der Circuit van Drenthe, wie er von 1928 bis 1954 befahren wurde

Der TT Circuit Assen seit dem Umbau 2006

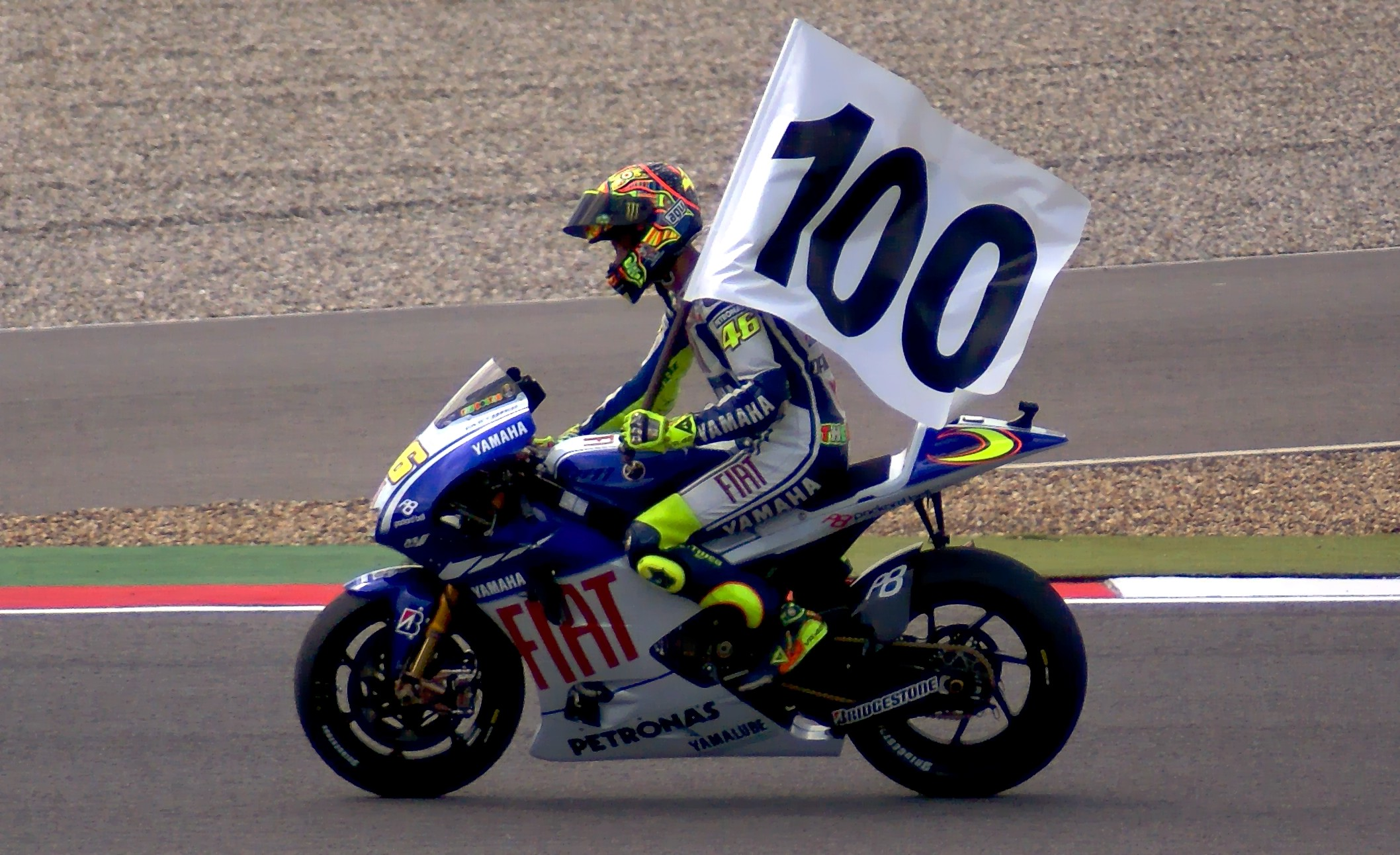
Der Italiener Valentino Rossi feiert 2009 den 100. Grand-Prix-Sieg seiner Karriere

Die Dutch TT (auch TT Assen) ist ein Motorrad-Rennen in den Niederlanden, das 1925 erstmals ausgetragen wurde, seit 1949 zur Motorrad-Weltmeisterschaft zählt und auf dem TT Circuit Assen nahe Assen ausgetragen wird.
Zwischen der Saison 1949 bis einschließlich 2015 fanden die Rennen am letzten Samstag im Juni statt. Die Trainingsläufe begannen bereits am Donnerstag.
Seit der Saison 2016 wird das Rennen am letzten Sonntag im Juni gefahren.

## Geschichte
Im Jahr 1925 fand auf einem 27,53 km langen Rundkurs, bestehend aus abgesperrten öffentlichen Straßen rund um Assen, das erste Motorradrennen statt. Die Strecke verlief durch die Ortschaften Rolde, Borger und Schoonloo und der erste Gesamtsieger war der Einheimische Piet van Wijngaarden auf einer englischen Norton.
Im folgenden Jahr wurde die Strecke, der Circuit van Drenthe, auf 16,54 km verkürzt und in dieser Form bis 1954 befahren. Die Rennen gewannen schnell an internationaler Bedeutung, 1934, 1938, und 1939 zählten sie zur Motorrad-Europameisterschaft.
Nach dem Zweiten Weltkrieg bekam die Dutch TT WM-Status. Sie ist heute das einzige Rennen, das seit Gründung der Motorrad-Weltmeisterschaft im Jahr 1949 ununterbrochen zum Kalender gehört.
1949 gelang es dem Italiener Nello Pagani auf Gilera bzw. F.B Mondial mit dem 500er- und dem 125er-Rennen erstmals in der WM-Geschichte zwei Läufe an einem Tag zu gewinnen.
1955 wurde der Kurs auf 7,704 km weiter verkürzt. In diesem Jahr fand im 350er-Rennen ein Fahrerstreik statt. Nach der ersten Runde beendeten mehr als ein Dutzend Piloten aus Protest gegen die niedrigen Preisgelder im Grand-Prix-Sport ihr Rennen in der Boxengasse. Daraufhin wurden 13 von ihnen für sechs Monate gesperrt.
In der langen Geschichte der Dutch TT gelang es zwei Fahrern, drei Rennen an einem Tag zu gewinnen. Im Jahr 1964 siegte der Rhodesier Jim Redman auf Honda bei den 125er, 250ern und 350ern. Drei Jahre später war der Brite Mike Hailwood, ebenfalls auf Honda, in den Klassen bis 250, 350 und 500 cm³ erfolgreich.
Für die einheimischen Fahrer ist die Dutch TT als Heim-Grand-Prix naturgemäß ein spezielles Rennen. 1968 gewann Paul Lodewijkx auf einer niederländischen Jamathi das 50-cm³-Rennen und war damit erster niederländischer TT-Sieger in der WM-Geschichte. In der Saison 1977 wurde Wil Hartog mit seinem ersten Platz auf Suzuki erster niederländischer Grand-Prix-Sieger in der Halbliterklasse.
Im Halbliterrennen des Jahres 1975 überquerten der Brite Barry Sheene (Suzuki) und der Italiener Giacomo Agostini (Yamaha) exakt zeitgleich die Ziellinie. Sheene wurde der Sieg zugesprochen.
1992 gewann mit Àlex Crivillé (Honda) erstmals ein Spanier einen Halbliter-Grand-Prix.
Ein erneuter Umbau auf die heutige 4,542 km lange Streckenführung erfolgte 2002. Im Jahr 2009 gelang dem Italiener Valentino Rossi auf Yamaha der 100. Grand-Prix-Sieg seiner Laufbahn.

## Statistik

### Von 1925 bis 1939
(gefärbter Hintergrund = als Europameisterschafts-Lauf ausgetragen)
| Auflage | Jahr | Strecke                | Klasse   | Sieger                           |
| ------- | ---- | ---------------------- | -------- | -------------------------------- |
| 1       | 1925 | Rolde-Borger-Schoonloo | 250 cm³  | Arie Wuring (BSA)                |
| 1       | 1925 | Rolde-Borger-Schoonloo | 350 cm³  | Hajo Bieze (New Imperial)        |
| 1       | 1925 | Rolde-Borger-Schoonloo | 500 cm³  | Piet van Wijngaarden (Norton)    |
|         |      |                        |          |                                  |
| 2       | 1926 | Circuit van Drenthe    | 175 cm³  | Geert Timmer (Francis-Barnett)   |
| 2       | 1926 | Circuit van Drenthe    | 250 cm³  | Gerard Dieter (New Imperial)     |
| 2       | 1926 | Circuit van Drenthe    | 350 cm³  | John Moos (BSA)                  |
| 2       | 1926 | Circuit van Drenthe    | 500 cm³  | Piet van Wijngaarden (Norton)    |
| 2       | 1926 | Circuit van Drenthe    | 750 cm³  | Arthur Dom (Scott)               |
| 2       | 1926 | Circuit van Drenthe    | 1000 cm³ | Jan de Roode (Indian)            |
|         |      |                        |          |                                  |
| 3       | 1927 | Circuit van Drenthe    | 175 cm³  | Arie Wuring (Rex-Acme)           |
| 3       | 1927 | Circuit van Drenthe    | 250 cm³  | kein Starter erreichte das Ziel  |
| 3       | 1927 | Circuit van Drenthe    | 350 cm³  | Han van Kooten (Harley-Davidson) |
| 3       | 1927 | Circuit van Drenthe    | 500 cm³  | Stanley Woods (Norton)           |
| 3       | 1927 | Circuit van Drenthe    | 750 cm³  | Hendrik van der Veen (Scott)     |
|         |      |                        |          |                                  |
| 4       | 1928 | Circuit van Drenthe    | 175 cm³  | Les Crabtree (Excelsior)         |
| 4       | 1928 | Circuit van Drenthe    | 250 cm³  | Syd Crabtree (Excelsior)         |
| 4       | 1928 | Circuit van Drenthe    | 350 cm³  | Stanley Woods (Norton)           |
| 4       | 1928 | Circuit van Drenthe    | 500 cm³  | Graham Walker (Rudge)            |
|         |      |                        |          |                                  |
| 5       | 1929 | Circuit van Drenthe    | 175 cm³  | Les Crabtree (Excelsior)         |
| 5       | 1929 | Circuit van Drenthe    | 250 cm³  | Wal Handley (Motosacoche)        |
| 5       | 1929 | Circuit van Drenthe    | 350 cm³  | Freddie Hicks (Velocette)        |
| 5       | 1929 | Circuit van Drenthe    | 500 cm³  | Ernie Nott (Rudge)               |
|         |      |                        |          |                                  |
| 6       | 1930 | Circuit van Drenthe    | 175 cm³  | Piet van Dinter (DKW)            |
| 6       | 1930 | Circuit van Drenthe    | 250 cm³  | Arthur Geiss (DKW)               |
| 6       | 1930 | Circuit van Drenthe    | 350 cm³  | Arthur Simcock (A.J.S.)          |
| 6       | 1930 | Circuit van Drenthe    | 500 cm³  | Graham Walker (Rudge)            |
|         |      |                        |          |                                  |
| 7       | 1931 | Circuit van Drenthe    | 250 cm³  | Henry Tyrell-Smith (Rudge)       |
| 7       | 1931 | Circuit van Drenthe    | 350 cm³  | Stanley Woods (Norton)           |
| 7       | 1931 | Circuit van Drenthe    | 500 cm³  | Percy Hunt (Norton)              |
|         |      |                        |          |                                  |
| 8       | 1932 | Circuit van Drenthe    | 175 cm³  | Eric Fernihough (Excelsior)      |
| 8       | 1932 | Circuit van Drenthe    | 250 cm³  | Ted Mellors (New Imperial)       |
| 8       | 1932 | Circuit van Drenthe    | 350 cm³  | Stanley Woods (Norton)           |
| 8       | 1932 | Circuit van Drenthe    | 500 cm³  | Percy Hunt (Norton)              |
|         |      |                        |          |                                  |
| 9       | 1933 | Circuit van Drenthe    | 175 cm³  | Yvan Goor (Benelli)              |
| 9       | 1933 | Circuit van Drenthe    | 250 cm³  | Ted Mellors (New Imperial)       |
| 9       | 1933 | Circuit van Drenthe    | 350 cm³  | Stanley Woods (Norton)           |
| 9       | 1933 | Circuit van Drenthe    | 500 cm³  | Stanley Woods (Norton)           |
|         |      |                        |          |                                  |
| 10      | 1934 | Circuit van Drenthe    | 175 cm³  | Yvan Goor (Benelli)              |
| 10      | 1934 | Circuit van Drenthe    | 250 cm³  | Walfried Winkler (DKW)           |
| 10      | 1934 | Circuit van Drenthe    | 350 cm³  | Jimmie Simpson (Norton)          |
| 10      | 1934 | Circuit van Drenthe    | 500 cm³  | Pol Demeuter (FN)                |
|         |      |                        |          |                                  |
| 11      | 1935 | Circuit van Drenthe    | 250 cm³  | Walfried Winkler (DKW)           |
| 11      | 1935 | Circuit van Drenthe    | 350 cm³  | Walter Rusk (Norton)             |
| 11      | 1935 | Circuit van Drenthe    | 500 cm³  | Jimmie Guthrie (Norton)          |
|         |      |                        |          |                                  |
| 12      | 1936 | Circuit van Drenthe    | 250 cm³  | Arthur Geiss (DKW)               |
| 12      | 1936 | Circuit van Drenthe    | 350 cm³  | John White (Norton)              |
| 12      | 1936 | Circuit van Drenthe    | 500 cm³  | Jimmie Guthrie (Norton)          |
|         |      |                        |          |                                  |
| 13      | 1937 | Circuit van Drenthe    | 250 cm³  | Walfried Winkler (DKW)           |
| 13      | 1937 | Circuit van Drenthe    | 350 cm³  | John White (Norton)              |
| 13      | 1937 | Circuit van Drenthe    | 500 cm³  | Karl Gall (BMW)                  |
|         |      |                        |          |                                  |
| 14      | 1938 | Circuit van Drenthe    | 250 cm³  | Ewald Kluge (DKW)                |
| 14      | 1938 | Circuit van Drenthe    | 350 cm³  | Ted Mellors (Velocette)          |
| 14      | 1938 | Circuit van Drenthe    | 500 cm³  | Georg Meier (BMW)                |
|         |      |                        |          |                                  |
| 15      | 1939 | Circuit van Drenthe    | 250 cm³  | Ewald Kluge (DKW)                |
| 15      | 1939 | Circuit van Drenthe    | 350 cm³  | Siegfried Wünsche (DKW)          |
| 15      | 1939 | Circuit van Drenthe    | 500 cm³  | Georg Meier (BMW)                |

### Von 1946 bis 1948
| Auflage | Jahr | Strecke             | Klasse  | Sieger                        |
| ------- | ---- | ------------------- | ------- | ----------------------------- |
| 16      | 1946 | Circuit van Drenthe | 125 cm³ | Jaap de Wit (Eysink)          |
| 16      | 1946 | Circuit van Drenthe | 250 cm³ | Lo Simons (Excelsior)         |
| 16      | 1946 | Circuit van Drenthe | 350 cm³ | Lous van Rijswijk (Velocette) |
| 16      | 1946 | Circuit van Drenthe | 500 cm³ | Piet Knijnenburg (BMW)        |
|         |      |                     |         |                               |
| 17      | 1947 | Circuit van Drenthe | 350 cm³ | Peter Goodman (Velocette)     |
| 17      | 1947 | Circuit van Drenthe | 500 cm³ | Artie Bell (Norton)           |
|         |      |                     |         |                               |
| 18      | 1948 | Circuit van Drenthe | 125 cm³ | Dick Renooy (Eysink)          |
| 18      | 1948 | Circuit van Drenthe | 350 cm³ | Ken Bills (Velocette)         |
| 18      | 1948 | Circuit van Drenthe | 500 cm³ | Artie Bell (Norton)           |

### Von 1949 bis 1967
| Auflage | Jahr | Strecke | Klasse   | Sieger                          | Zweiter                        | Dritter                         | Schn. Rennrunde                                    |
| ------- | ---- | ------- | -------- | ------------------------------- | ------------------------------ | ------------------------------- | -------------------------------------------------- |
| 19      | 1949 | Assen   | 125 cm³  | Nello Pagani (F.B Mondial)      | Oscar Clemencigh (F.B Mondial) | Carlo Ubbiali (MV Agusta)       | Nello Pagani (F.B Mondial)                         |
| 19      | 1949 | Assen   | 350 cm³  | Freddie Frith (Velocette)       | Bob Foster (Velocette)         | Johnny Lockett (Norton)         | Freddie Frith (Velocette)                          |
| 19      | 1949 | Assen   | 500 cm³  | Nello Pagani (Gilera)           | Leslie Graham (A.J.S.)         | Arciso Artesiani (Gilera)       | Nello Pagani (Gilera)                              |
|         |      |         |          |                                 |                                |                                 |                                                    |
| 20      | 1950 | Assen   | 125 cm³  | Bruno Ruffo (F.B Mondial)       | Gianni Leoni (F.B Mondial)     | Giuseppe Matucci (Morini)       | Bruno Ruffo (F.B Mondial)                          |
| 20      | 1950 | Assen   | 350 cm³  | Bob Foster (Velocette)          | Geoff Duke (Norton)            | Bill Lomas (Velocette)          | Bob Foster (Velocette)                             |
| 20      | 1950 | Assen   | 500 cm³  | Umberto Masetti (Gilera)        | Nello Pagani (Gilera)          | Harry Hinton (Norton)           | Carlo Bandirola (Gilera)                           |
|         |      |         |          |                                 |                                |                                 |                                                    |
| 21      | 1951 | Assen   | 125 cm³  | Gianni Leoni (F.B Mondial)      | Luigi Zinzani (Morini)         | Leslie Graham (MV Agusta)       | Gianni Leoni (F.B Mondial)                         |
| 21      | 1951 | Assen   | 350 cm³  | William Doran (A.J.S.)          | Bill Petch (A.J.S.)            | Ken Kavanagh (Norton)           | William Doran (A.J.S.)                             |
| 21      | 1951 | Assen   | 500 cm³  | Geoff Duke (Norton)             | Alfredo Milani (Gilera)        | Enrico Lorenzetti (Moto Guzzi)  | Umberto Masetti (Gilera)                           |
|         |      |         |          |                                 |                                |                                 |                                                    |
| 22      | 1952 | Assen   | 125 cm³  | Cecil Sandford (MV Agusta)      | Carlo Ubbiali (F.B Mondial)    | Luigi Zinzani (Morini)          | Cecil Sandford (MV Agusta)                         |
| 22      | 1952 | Assen   | 250 cm³  | Enrico Lorenzetti (Moto Guzzi)  | Bruno Ruffo (Moto Guzzi)       | Fergus Anderson (Moto Guzzi)    | Bruno Ruffo (Moto Guzzi)                           |
| 22      | 1952 | Assen   | 350 cm³  | Geoff Duke (Norton)             | Ray Amm (Norton)               | Rod Coleman (A.J.S.)            | Geoff Duke (Norton)                                |
| 22      | 1952 | Assen   | 500 cm³  | Umberto Masetti (Gilera)        | Geoff Duke (Norton)            | Ken Kavanagh (Norton)           | Umberto Masetti (Gilera)                           |
|         |      |         |          |                                 |                                |                                 |                                                    |
| 23      | 1953 | Assen   | 125 cm³  | Werner Haas (NSU)               | Carlo Ubbiali (MV Agusta)      | Cecil Sandford (MV Agusta)      | Werner Haas (NSU)                                  |
| 23      | 1953 | Assen   | 250 cm³  | Werner Haas (NSU)               | Fergus Anderson (Moto Guzzi)   | Reg Armstrong (NSU)             | Werner Haas (NSU)                                  |
| 23      | 1953 | Assen   | 350 cm³  | Enrico Lorenzetti (Moto Guzzi)  | Ken Kavanagh (Norton)          | Ray Amm (Norton)                | Fergus Anderson (Moto Guzzi)                       |
| 23      | 1953 | Assen   | 500 cm³  | Geoff Duke (Gilera)             | Reg Armstrong (Gilera)         | Ken Kavanagh (Norton)           | Ray Amm (Norton)                                   |
|         |      |         |          |                                 |                                |                                 |                                                    |
| 24      | 1954 | Assen   | 125 cm³  | Rupert Hollaus (NSU)            | Hermann Paul Müller (NSU)      | Carlo Ubbiali (MV Agusta)       | Rupert Hollaus (NSU)                               |
| 24      | 1954 | Assen   | 250 cm³  | Werner Haas (NSU)               | Rupert Hollaus (NSU)           | Hermann Paul Müller (NSU)       | Werner Haas (NSU)                                  |
| 24      | 1954 | Assen   | 350 cm³  | Fergus Anderson (Moto Guzzi)    | Enrico Lorenzetti (Moto Guzzi) | Rod Coleman (A.J.S.)            | Fergus Anderson (Moto Guzzi)                       |
| 24      | 1954 | Assen   | 500 cm³  | Geoff Duke (Gilera)             | Fergus Anderson (Moto Guzzi)   | Carlo Bandirola (MV Agusta)     | Geoff Duke (Gilera)                                |
|         |      |         |          |                                 |                                |                                 |                                                    |
| 25      | 1955 | Assen   | 125 cm³  | Carlo Ubbiali (MV Agusta)       | Remo Venturi (MV Agusta)       | Rudolf Grimas (F.B Mondial)     | Luigi Taveri (MV Agusta)                           |
| 25      | 1955 | Assen   | 250 cm³  | Luigi Taveri (MV Agusta)        | Umberto Masetti (MV Agusta)    | Hermann Paul Müller (NSU)       | Bill Lomas (MV Agusta)                             |
| 25      | 1955 | Assen   | 350 cm³  | Ken Kavanagh (Moto Guzzi)       | Bill Lomas (Moto Guzzi)        | Dickie Dale (Moto Guzzi)        | Dickie Dale (Moto Guzzi)                           |
| 25      | 1955 | Assen   | 500 cm³  | Geoff Duke (Gilera)             | Reg Armstrong (Gilera)         | Umberto Masetti (MV Agusta)     | Geoff Duke (Gilera) und Reg Armstrong (Gilera)     |
| 25      | 1955 | Assen   | Gespanne | Faust / Remmert (BMW)           | Noll / Cron (BMW)              | Mitchell / George (Norton)      | Faust / Remmert (BMW)                              |
|         |      |         |          |                                 |                                |                                 |                                                    |
| 26      | 1956 | Assen   | 125 cm³  | Carlo Ubbiali (MV Agusta)       | Luigi Taveri (MV Agusta)       | August Hobl (DKW)               | Carlo Ubbiali (MV Agusta)                          |
| 26      | 1956 | Assen   | 250 cm³  | Carlo Ubbiali (MV Agusta)       | Luigi Taveri (MV Agusta)       | Enrico Lorenzetti (Moto Guzzi)  | Carlo Ubbiali (MV Agusta)                          |
| 26      | 1956 | Assen   | 350 cm³  | Bill Lomas (Moto Guzzi)         | John Surtees (MV Agusta)       | August Hobl (DKW)               | Bill Lomas (Moto Guzzi)                            |
| 26      | 1956 | Assen   | 500 cm³  | John Surtees (MV Agusta)        | Walter Zeller (BMW)            | Eddie Grant (Norton)            | John Surtees (MV Agusta)                           |
| 26      | 1956 | Assen   | Gespanne | Hillebrand / Grunwald (BMW)     | Noll / Cron (BMW)              | Smith / Dibben (Norton)         | Harris / Campbell (Norton)                         |
|         |      |         |          |                                 |                                |                                 |                                                    |
| 27      | 1957 | Assen   | 125 cm³  | Tarquinio Provini (F.B Mondial) | Roberto Colombo (MV Agusta)    | Luigi Taveri (MV Agusta)        | Tarquinio Provini (F.B Mondial)                    |
| 27      | 1957 | Assen   | 250 cm³  | Tarquinio Provini (F.B Mondial) | Cecil Sandford (F.B Mondial)   | Sammy Miller (F.B Mondial)      | Tarquinio Provini (F.B Mondial)                    |
| 27      | 1957 | Assen   | 350 cm³  | Keith Campbell (Moto Guzzi)     | Bob McIntyre (Gilera)          | Libero Liberati (Gilera)        | Keith Campbell (Moto Guzzi)                        |
| 27      | 1957 | Assen   | 500 cm³  | John Surtees (MV Agusta)        | Libero Liberati (Gilera)       | Walter Zeller (BMW)             | Bob McIntyre (Gilera)                              |
| 27      | 1957 | Assen   | Gespanne | Hillebrand / Grunwald (BMW)     | Beeton / Partridge (Norton)    | Neußner / Hess (BMW)            | Smith / Dibben (Norton)                            |
|         |      |         |          |                                 |                                |                                 |                                                    |
| 28      | 1958 | Assen   | 125 cm³  | Carlo Ubbiali (MV Agusta)       | Luigi Taveri (Ducati)          | Tarquinio Provini (MV Agusta)   | Luigi Taveri (Ducati)                              |
| 28      | 1958 | Assen   | 250 cm³  | Tarquinio Provini (MV Agusta)   | Carlo Ubbiali (MV Agusta)      | Dieter Falk (Adler)             | Tarquinio Provini (MV Agusta)                      |
| 28      | 1958 | Assen   | 350 cm³  | John Surtees (MV Agusta)        | John Hartle (MV Agusta)        | Keith Campbell (Norton)         | John Surtees (MV Agusta)                           |
| 28      | 1958 | Assen   | 500 cm³  | John Surtees (MV Agusta)        | John Hartle (MV Agusta)        | Derek Minter (Norton)           | John Surtees (MV Agusta)                           |
| 28      | 1958 | Assen   | Gespanne | Camathias / Cecco (BMW)         | Schneider / Strauß (BMW)       | Fath / Rudolf (BMW)             | Camathias / Cecco (BMW)                            |
|         |      |         |          |                                 |                                |                                 |                                                    |
| 29      | 1959 | Assen   | 125 cm³  | Carlo Ubbiali (MV Agusta)       | Bruno Spaggiari (Ducati)       | Mike Hailwood (Ducati)          | Carlo Ubbiali (MV Agusta)                          |
| 29      | 1959 | Assen   | 250 cm³  | Tarquinio Provini (MV Agusta)   | Carlo Ubbiali (MV Agusta)      | Derek Minter (Morini)           | Carlo Ubbiali (MV Agusta)                          |
| 29      | 1959 | Assen   | 500 cm³  | John Surtees (MV Agusta)        | Bob Brown (Norton)             | Remo Venturi (MV Agusta)        | John Surtees (MV Agusta)                           |
| 29      | 1959 | Assen   | Gespanne | Camathias / Cecco (BMW)         | Harris / Campbell (BMW)        | Fath / Wohlgemuth (BMW)         | Camathias / Cecco (BMW)                            |
|         |      |         |          |                                 |                                |                                 |                                                    |
| 30      | 1960 | Assen   | 125 cm³  | Carlo Ubbiali (MV Agusta)       | Gary Hocking (MV Agusta)       | Alberto Gandossi (MZ)           | Carlo Ubbiali (MV Agusta)                          |
| 30      | 1960 | Assen   | 250 cm³  | Carlo Ubbiali (MV Agusta)       | Gary Hocking (MV Agusta)       | Luigi Taveri (MV Agusta)        | Tarquinio Provini (Morini)                         |
| 30      | 1960 | Assen   | 350 cm³  | John Surtees (MV Agusta)        | Gary Hocking (MV Agusta)       | Bob Anderson (Norton)           | John Surtees (MV Agusta)                           |
| 30      | 1960 | Assen   | 500 cm³  | Remo Venturi (MV Agusta)        | Bob Brown (Norton)             | Emilio Mendogni (MV Agusta)     | Remo Venturi (MV Agusta)                           |
| 30      | 1960 | Assen   | Gespanne | Harris / Campbell (BMW)         | Fath / Wohlgemuth (BMW)        | Scheidegger / Burkhardt (BMW)   | Camathias / Föll (BMW)                             |
|         |      |         |          |                                 |                                |                                 |                                                    |
| 31      | 1961 | Assen   | 125 cm³  | Tom Phillis (Honda)             | Jim Redman (Honda)             | Alan Shepherd (MZ)              | Tom Phillis (Honda)                                |
| 31      | 1961 | Assen   | 250 cm³  | Mike Hailwood (Honda)           | Bob McIntyre (Honda)           | Jim Redman (Honda)              | Mike Hailwood (Honda)                              |
| 31      | 1961 | Assen   | 350 cm³  | Gary Hocking (MV Agusta)        | Bob McIntyre (Bianchi)         | František Šťastný (Jawa)        | Gary Hocking (MV Agusta)                           |
| 31      | 1961 | Assen   | 500 cm³  | Gary Hocking (MV Agusta)        | Mike Hailwood (Norton)         | Bob McIntyre (Norton)           | Gary Hocking (MV Agusta)                           |
| 31      | 1961 | Assen   | Gespanne | Deubel / Hörner (BMW)           | Strub / Huber (BMW)            | Beeton / Bulgin (Norton)        | Deubel / Hörner (BMW)                              |
|         |      |         |          |                                 |                                |                                 |                                                    |
| 32      | 1962 | Assen   | 50 cm³   | Ernst Degner (Suzuki)           | Jan Huberts (Kreidler)         | Hans Georg Anscheidt (Kreidler) | Jan Huberts (Kreidler)                             |
| 32      | 1962 | Assen   | 125 cm³  | Luigi Taveri (Honda)            | Jim Redman (Honda)             | Tommy Robb (Honda)              | Luigi Taveri (Honda)                               |
| 32      | 1962 | Assen   | 250 cm³  | Jim Redman (Honda)              | Bob McIntyre (Honda)           | Tarquinio Provini (Morini)      | Tarquinio Provini (Morini)                         |
| 32      | 1962 | Assen   | 350 cm³  | Jim Redman (MV Agusta)          | Mike Hailwood (MV Agusta)      | Silvio Grassetti (Bianchi)      | Silvio Grassetti (Bianchi)                         |
| 32      | 1962 | Assen   | 500 cm³  | Mike Hailwood (MV Agusta)       | Derek Minter (Norton)          | Phil Read (Norton)              | Mike Hailwood (MV Agusta)                          |
| 32      | 1962 | Assen   | Gespanne | Scheidegger / Robinson (BMW)    | Deubel / Hörner (BMW)          | Kölle / Hess (BMW)              | Camathias / Winter (BMW)                           |
|         |      |         |          |                                 |                                |                                 |                                                    |
| 33      | 1963 | Assen   | 50 cm³   | Ernst Degner (Suzuki)           | Hugh Anderson (Suzuki)         | Michio Ichino (Suzuki)          | Ernst Degner (Suzuki)                              |
| 33      | 1963 | Assen   | 125 cm³  | Hugh Anderson (Suzuki)          | Frank Perris (Suzuki)          | Luigi Taveri (Honda)            | Bert Schneider (Suzuki)                            |
| 33      | 1963 | Assen   | 250 cm³  | Jim Redman (Honda)              | Fumio Ito (Yamaha)             | Tarquinio Provini (Morini)      | Jim Redman (Honda)                                 |
| 33      | 1963 | Assen   | 350 cm³  | Jim Redman (MV Agusta)          | Mike Hailwood (MV Agusta)      | Luigi Taveri (Honda)            | Jim Redman (MV Agusta)                             |
| 33      | 1963 | Assen   | 500 cm³  | John Hartle (Gilera)            | Phil Read (Gilera)             | Alan Shepherd (Matchless)       | John Hartle (Gilera)                               |
| 33      | 1963 | Assen   | Gespanne | Deubel / Hörner (BMW)           | Scheidegger / Robinson (BMW)   | Camathias / Herzig (FCS)        | Deubel / Hörner (BMW)                              |
|         |      |         |          |                                 |                                |                                 |                                                    |
| 34      | 1964 | Assen   | 50 cm³   | Ralph Bryans (Honda)            | Isao Morishita (Suzuki)        | Mitsuo Itō (Suzuki)             | Ralph Bryans (Honda)                               |
| 34      | 1964 | Assen   | 125 cm³  | Jim Redman (Honda)              | Phil Read (Yamaha)             | Ralph Bryans (Honda)            | Jim Redman (Honda)                                 |
| 34      | 1964 | Assen   | 250 cm³  | Jim Redman (Honda)              | Phil Read (Yamaha)             | Tommy Robb (Yamaha)             | Jim Redman (Honda)                                 |
| 34      | 1964 | Assen   | 350 cm³  | Jim Redman (MV Agusta)          | Mike Hailwood (MV Agusta)      | Remo Venturi (Bianchi)          | Jim Redman (MV Agusta)                             |
| 34      | 1964 | Assen   | 500 cm³  | Mike Hailwood (MV Agusta)       | Remo Venturi (Bianchi)         | Paddy Driver (Matchless)        | Mike Hailwood (MV Agusta)                          |
| 34      | 1964 | Assen   | Gespanne | Seeley / Rawlings (FCS)         | Vincent / Bulgin (BMW)         | Scheidegger / Robinson (BMW)    | Seeley / Rawlings (FCS) und Vincent / Bulgin (BMW) |
|         |      |         |          |                                 |                                |                                 |                                                    |
| 35      | 1965 | Assen   | 50 cm³   | Ralph Bryans (Honda)            | Hugh Anderson (Suzuki)         | Luigi Taveri (Honda)            | Hugh Anderson (Suzuki)                             |
| 35      | 1965 | Assen   | 125 cm³  | Mike Duff (Yamaha)              | Yoshimi Katayama (Suzuki)      | Hugh Anderson (Suzuki)          | Hugh Anderson (Suzuki)                             |
| 35      | 1965 | Assen   | 250 cm³  | Phil Read (Yamaha)              | Jim Redman (Honda)             | Mike Duff (Yamaha)              | Phil Read (Yamaha)                                 |
| 35      | 1965 | Assen   | 350 cm³  | Jim Redman (Honda)              | Mike Hailwood (MV Agusta)      | Giacomo Agostini (MV Agusta)    | Jim Redman (Honda)                                 |
| 35      | 1965 | Assen   | 500 cm³  | Mike Hailwood (MV Agusta)       | Giacomo Agostini (MV Agusta)   | Paddy Driver (Matchless)        | Mike Hailwood (MV Agusta)                          |
| 35      | 1965 | Assen   | Gespanne | Scheidegger / Robinson (BMW)    | Vincent / Roche (BMW)          | Seeley / Rawlings (BMW)         | Scheidegger / Robinson (BMW)                       |
|         |      |         |          |                                 |                                |                                 |                                                    |
| 36      | 1966 | Assen   | 50 cm³   | Luigi Taveri (Honda)            | Ralph Bryans (Honda)           | Hugh Anderson (Suzuki)          | Luigi Taveri (Honda)                               |
| 36      | 1966 | Assen   | 125 cm³  | Bill Ivy (Yamaha)               | Luigi Taveri (Honda)           | Phil Read (Yamaha)              | Luigi Taveri (Honda)                               |
| 36      | 1966 | Assen   | 250 cm³  | Mike Hailwood (Honda)           | Phil Read (Yamaha)             | Jim Redman (Honda)              | Mike Hailwood (Honda)                              |
| 36      | 1966 | Assen   | 350 cm³  | Mike Hailwood (Honda)           | Giacomo Agostini (MV Agusta)   | Renzo Pasolini (Aermacchi)      | Mike Hailwood (Honda)                              |
| 36      | 1966 | Assen   | 500 cm³  | Jim Redman (Honda)              | Giacomo Agostini (MV Agusta)   | František Šťastný (Jawa-ČZ)     | Mike Hailwood (Honda)                              |
| 36      | 1966 | Assen   | Gespanne | Scheidegger / Robinson (BMW)    | Deubel / Hörner (BMW)          | Kölle / Marquardt (BMW)         | Scheidegger / Robinson (BMW)                       |
|         |      |         |          |                                 |                                |                                 |                                                    |
| 37      | 1967 | Assen   | 50 cm³   | Yoshimi Katayama (Suzuki)       | Ángel Nieto (Derbi)            | Barry Smith (Derbi)             | Yoshimi Katayama (Suzuki)                          |
| 37      | 1967 | Assen   | 125 cm³  | Phil Read (Yamaha)              | Bill Ivy (Yamaha)              | Stuart Graham (Suzuki)          | Bill Ivy (Yamaha)                                  |
| 37      | 1967 | Assen   | 250 cm³  | Mike Hailwood (Honda)           | Bill Ivy (Yamaha)              | Ralph Bryans (Honda)            | Mike Hailwood (Honda)                              |
| 37      | 1967 | Assen   | 350 cm³  | Mike Hailwood (Honda)           | Giacomo Agostini (MV Agusta)   | Renzo Pasolini (Benelli)        | Giacomo Agostini (MV Agusta)                       |
| 37      | 1967 | Assen   | 500 cm³  | Mike Hailwood (Honda)           | Giacomo Agostini (MV Agusta)   | Peter Williams (Matchless)      | Mike Hailwood (Honda)                              |
| 37      | 1967 | Assen   | Gespanne | Enders / Engelhardt (BMW)       | Schauzu / Schneider (BMW)      | Harris / Thornton (BMW)         | Enders / Engelhardt (BMW)                          |

### Von 1968 bis 1990
| Jahr | 125 cm³                         | 250 cm³                        | 500 cm³/MotoGP                |
| ---- | ------------------------------- | ------------------------------ | ----------------------------- |
| 1968 | Phil Read (Yamaha)              | Bill Ivy (Yamaha)              | Giacomo Agostini (MV Agusta)  |
| 1969 | Dave Simmonds (Kawasaki)        | Renzo Pasolini (Benelli)       | Giacomo Agostini (MV Agusta)  |
| 1970 | Dieter Braun (Suzuki)           | Rodney Gould (Yamaha)          | Giacomo Agostini (MV Agusta)  |
| 1971 | Ángel Nieto (Derbi)             | Phil Read (Yamaha)             | Giacomo Agostini (MV Agusta)  |
| 1972 | Ángel Nieto (Derbi)             | Rodney Gould (Yamaha)          | Giacomo Agostini (MV Agusta)  |
| 1973 | Eugenio Lazzarini (Maico)       | Dieter Braun (Yamaha)          | Phil Read (MV Agusta)         |
| 1974 | Bruno Kneubühler (Yamaha)       | Walter Villa (Harley-Davidson) | Giacomo Agostini (Yamaha)     |
| 1975 | Pier Paolo Bianchi (Morbidelli) | Walter Villa (Harley-Davidson) | Barry Sheene (Suzuki)         |
| 1976 | Pier Paolo Bianchi (Morbidelli) | Walter Villa (Harley-Davidson) | Barry Sheene (Suzuki)         |
| 1977 | Ángel Nieto (Minarelli)         | Mick Grant (Kawasaki)          | Wil Hartog (Suzuki)           |
| 1978 | Eugenio Lazzarini (MBA)         | Kenny Roberts senior (Yamaha)  | Johnny Cecotto (Yamaha)       |
| 1979 | Ángel Nieto (Minarelli)         | Graziano Rossi (Morbidelli)    | Virginio Ferrari (Suzuki)     |
| 1980 | Ángel Nieto (Minarelli)         | Carlos Lavado (Yamaha)         | Jack Middelburg (Yamaha)      |
| 1981 | Ángel Nieto (Minarelli)         | Toni Mang (Kawasaki)           | Marco Lucchinelli (Suzuki)    |
| 1982 | Ángel Nieto (Garelli)           | Toni Mang (Kawasaki)           | Franco Uncini (Suzuki)        |
| 1983 | Ángel Nieto (Garelli)           | Carlos Lavado (Yamaha)         | Kenny Roberts senior (Yamaha) |
| 1984 | Ángel Nieto (Garelli)           | Carlos Lavado (Yamaha)         | Randy Mamola (Honda)          |
| 1985 | Pier Paolo Bianchi (MBA)        | Freddie Spencer (Honda)        | Randy Mamola (Honda)          |
| 1986 | Luca Cadalora (Garelli)         | Carlos Lavado (Yamaha)         | Wayne Gardner (Honda)         |
| 1987 | Fausto Gresini (Garelli)        | Toni Mang (Honda)              | Eddie Lawson (Yamaha)         |
| 1988 | Jorge Martínez (Derbi)          | Joan Garriga (Yamaha)          | Wayne Gardner (Honda)         |
| 1989 | Hans Spaan (Honda)              | Reinhold Roth (Honda)          | Wayne Rainey (Yamaha)         |
| 1990 | Doriano Romboni (Honda)         | John Kocinski (Yamaha)         | Kevin Schwantz (Suzuki)       |

### Seit 1991
| Auflage | Jahr | Strecke | Klasse                                | Sieger                                | Zweiter                               | Dritter                               | Pole-Position                         | Schn. Rennrunde                       |
| ------- | ---- | ------- | ------------------------------------- | ------------------------------------- | ------------------------------------- | ------------------------------------- | ------------------------------------- | ------------------------------------- |
| 61      | 1991 | Assen   | 125 cm³                               | Ralf Waldmann (Honda)                 | Loris Capirossi (Honda)               | Alessandro Gramigni (Aprilia)         | Loris Capirossi (Honda)               | Ralf Waldmann (Honda)                 |
| 61      | 1991 | Assen   | 250 cm³                               | Pierfrancesco Chili (Aprilia)         | Luca Cadalora (Honda)                 | Wilco Zeelenberg (Honda)              | Pierfrancesco Chili (Aprilia)         | Luca Cadalora (Honda)                 |
| 61      | 1991 | Assen   | 500 cm³                               | Kevin Schwantz (Suzuki)               | Wayne Rainey (Yamaha)                 | Wayne Gardner (Hona)                  | Kevin Schwantz (Suzuki)               | Kevin Schwantz (Suzuki)               |
| 61      | 1991 | Assen   | Gespanne                              | Streuer / Brown (LCR-Krauser)         | Biland / Waltisperg (LCR-Honda)       | Güdel / Güdel (LCR-Krauser)           | Webster / Simmons (LCR-Krauser)       | Streuer / Brown (LCR-Krauser)         |
|         |      |         |                                       |                                       |                                       |                                       |                                       |                                       |
| 62      | 1992 | Assen   | 125 cm³                               | Ezio Gianola (Honda)                  | Fausto Gresini (Honda)                | Alessandro Gramigni (Aprilia)         | Ezio Gianola (Honda)                  | Gabriele Debbia (Honda)               |
| 62      | 1992 | Assen   | 250 cm³                               | Pierfrancesco Chili (Aprilia)         | Luca Cadalora (Honda)                 | Loris Reggiani (Aprilia)              | Max Biaggi (Aprilia)                  | Pierfrancesco Chili (Aprilia)         |
| 62      | 1992 | Assen   | 500 cm³                               | Àlex Crivillé (Honda)                 | John Kocinski (Yamaha)                | Alex Barros (Cagiva)                  | Eddie Lawson (Cagiva)                 | Joan Garriga (Yamaha)                 |
| 62      | 1992 | Assen   | Gespanne                              | Biland / Waltisperg (LCR-Krauser)     | Webster / Simmons (LCR-ADM)           | Klaffenböck / Parzer (LCR-ADM)        | Biland / Waltisperg (LCR-Krauser)     | Biland / Waltisperg (LCR-Krauser)     |
|         |      |         |                                       |                                       |                                       |                                       |                                       |                                       |
| 63      | 1993 | Assen   | 125 cm³                               | Dirk Raudies (Honda)                  | Kazuto Sakata (Honda)                 | Manfred Baumann (Honda)               | Dirk Raudies (Honda)                  | Kazuto Sakata (Honda)                 |
| 63      | 1993 | Assen   | 250 cm³                               | Loris Capirossi (Honda)               | Tetsuya Harada (Yamaha)               | John Kocinski (Suzuki)                | Loris Capirossi (Honda)               | John Kocinski (Suzuki)                |
| 63      | 1993 | Assen   | 500 cm³                               | Kevin Schwantz (Suzuki)               | Mick Doohan (Honda)                   | Àlex Crivillé (Honda)                 | Mick Doohan (Honda)                   | Alex Barros (Suzuki)                  |
| 63      | 1993 | Assen   | Gespanne                              | Biland / Waltisperg (LCR-Krauser)     | Webster / Simmons (LCR-ADM)           | Dixon / Hetherington (LCR-Krauser)    | Biland / Waltisperg (LCR-Krauser)     | Biland / Waltisperg (LCR-Krauser)     |
|         |      |         |                                       |                                       |                                       |                                       |                                       |                                       |
| 64      | 1994 | Assen   | 125 cm³                               | Takeshi Tsujimura (Honda)             | Jorge Martínez (Yamaha)               | Loek Bodelier (Honda)                 | Noboru Ueda (Honda)                   | Takeshi Tsujimura (Honda)             |
| 64      | 1994 | Assen   | 250 cm³                               | Max Biaggi (Aprilia)                  | Tadayuki Okada (Honda)                | Wilco Zeelenberg (Honda)              | Max Biaggi (Aprilia)                  | Max Biaggi (Aprilia)                  |
| 64      | 1994 | Assen   | 500 cm³                               | Mick Doohan (Honda)                   | Alex Barros (Suzuki)                  | Àlex Crivillé (Honda)                 | Mick Doohan (Honda)                   | Mick Doohan (Honda)                   |
| 64      | 1994 | Assen   | Gespanne                              | Biland / Waltisperg (LCR-Swissauto)   | Klaffenböck / Parzer (LCR-Bartol)     | Brindley / Hutchinson (LCR-Honda)     | Biland / Waltisperg (LCR-Swissauto)   | Webster / Hänni (LCR-Yamaha)          |
|         |      |         |                                       |                                       |                                       |                                       |                                       |                                       |
| 65      | 1995 | Assen   | 125 cm³                               | Dirk Raudies (Honda)                  | Peter Öttl (Aprilia)                  | Akira Saitō (Honda)                   | Hideyuki Nakajō (Honda)               | Hideyuki Nakajō (Honda)               |
| 65      | 1995 | Assen   | 250 cm³                               | Max Biaggi (Aprilia)                  | Ralf Waldmann (Honda)                 | Tadayuki Okada (Honda)                | Max Biaggi (Aprilia)                  | Max Biaggi (Aprilia)                  |
| 65      | 1995 | Assen   | 500 cm³                               | Mick Doohan (Honda)                   | Àlex Crivillé (Honda)                 | Alberto Puig (Honda)                  | Àlex Crivillé (Honda)                 | Àlex Crivillé (Honda)                 |
| 65      | 1995 | Assen   | Gespanne                              | Dixon / Hetherington (Windle-ADM)     | Abbott / Tailford (LCR-ADM)           | Brindley / Hutchinson (LCR-Honda)     | Biland / Waltisperg (LCR-BRM)         | Abbott / Tailford (LCR-ADM)           |
|         |      |         |                                       |                                       |                                       |                                       |                                       |                                       |
| 66      | 1996 | Assen   | 125 cm³                               | Emilio Alzamora (Honda)               | Ivan Goi (Aprilia)                    | Haruchika Aoki (Honda)                | Masaki Tokudome (Aprilia)             | Emilio Alzamora (Honda)               |
| 66      | 1996 | Assen   | 250 cm³                               | Ralf Waldmann (Honda)                 | Jürgen Fuchs (Honda)                  | Max Biaggi (Aprilia)                  | Olivier Jacque (Honda)                | Olivier Jacque (Honda)                |
| 66      | 1996 | Assen   | 500 cm³                               | Mick Doohan (Honda)                   | Àlex Crivillé (Honda)                 | Alex Barros (Honda)                   | Àlex Crivillé (Honda)                 | Mick Doohan (Honda)                   |
| 66      | 1996 | Assen   | Gespanne                              | Dixon / Hetherington (Windle-ADM)     | Webster / James (LCR-ADM)             | Güdel / Güdel (LCR-BRM-Swissauto)     | Güdel / Güdel (LCR-BRM-Swissauto)     | Dixon / Hetherington (Windle-ADM)     |
|         |      |         |                                       |                                       |                                       |                                       |                                       |                                       |
| 67      | 1997 | Assen   | 125 cm³                               | Valentino Rossi (Aprilia)             | Tomomi Manako (Honda)                 | Kazuto Sakata (Aprilia)               | Valentino Rossi (Aprilia)             | Tomomi Manako (Honda)                 |
| 67      | 1997 | Assen   | 250 cm³                               | Tetsuya Harada (Aprilia)              | Ralf Waldmann (Honda)                 | Loris Capirossi (Aprilia)             | Olivier Jacque (Honda)                | Olivier Jacque (Honda)                |
| 67      | 1997 | Assen   | 500 cm³                               | Mick Doohan (Honda)                   | Carlos Checa (Honda)                  | Doriano Romboni (Aprilia)             | Mick Doohan (Honda)                   | Carlos Checa (Honda)                  |
|         |      |         |                                       |                                       |                                       |                                       |                                       |                                       |
| 68      | 1998 | Assen   | 125 cm³                               | Marco Melandri (Honda)                | Kazuto Sakata (Aprilia)               | Tomomi Manako (Honda)                 | Kazuto Sakata (Aprilia)               | Tomomi Manako (Honda)                 |
| 68      | 1998 | Assen   | 250 cm³                               | Valentino Rossi (Aprilia)             | Jürgen Fuchs (Aprilia)                | Haruchika Aoki (Honda)                | Loris Capirossi (Aprilia)             | Tetsuya Harada (Aprilia)              |
| 68      | 1998 | Assen   | 500 cm³                               | Mick Doohan (Honda)                   | Max Biaggi (Yamaha)                   | Simon Crafar (Yamaha)                 | Mick Doohan (Honda)                   | Mick Doohan (Honda)                   |
|         |      |         |                                       |                                       |                                       |                                       |                                       |                                       |
| 69      | 1999 | Assen   | 125 cm³                               | Masao Azuma (Honda)                   | Noboru Ueda (Honda)                   | Roberto Locatelli (Aprilia)           | Lucio Cecchinello (Honda)             | Noboru Ueda (Honda)                   |
| 69      | 1999 | Assen   | 250 cm³                               | Loris Capirossi (Honda)               | Valentino Rossi (Aprilia)             | Jeremy McWilliams (Aprilia)           | Valentino Rossi (Aprilia)             | Valentino Rossi (Aprilia)             |
| 69      | 1999 | Assen   | 500 cm³                               | Tadayuki Okada (Honda)                | Kenny Roberts jr. (Suzuki)            | Sete Gibernau (Honda)                 | Tadayuki Okada (Honda)                | Tadayuki Okada (Honda)                |
|         |      |         |                                       |                                       |                                       |                                       |                                       |                                       |
| 70      | 2000 | Assen   | 125 cm³                               | Yōichi Ui (Derbi)                     | Noboru Ueda (Honda)                   | Manuel Poggiali (Derbi)               | Yōichi Ui (Derbi)                     | Noboru Ueda (Honda)                   |
| 70      | 2000 | Assen   | 250 cm³                               | Tōru Ukawa (Honda)                    | Olivier Jacque (Yamaha)               | Shin’ya Nakano (Yamaha)               | Ralf Waldmann (Aprilia)               | Shin’ya Nakano (Yamaha)               |
| 70      | 2000 | Assen   | 500 cm³                               | Alex Barros (Honda)                   | Àlex Crivillé (Honda)                 | Loris Capirossi (Honda)               | Loris Capirossi (Honda)               | Max Biaggi (Yamaha)                   |
|         |      |         |                                       |                                       |                                       |                                       |                                       |                                       |
| 71      | 2001 | Assen   | 125 cm³                               | Toni Elías (Honda)                    | Arnaud Vincent (Honda)                | Steve Jenkner (Aprilia)               | Gino Borsoi (Aprilia)                 | Toni Elías (Honda)                    |
| 71      | 2001 | Assen   | 250 cm³                               | Jeremy McWilliams (Aprilia)           | Emilio Alzamora (Honda)               | David De Gea (Yamaha)                 | Tetsuya Harada (Aprilia)              | Tetsuya Harada (Aprilia)              |
| 71      | 2001 | Assen   | 500 cm³                               | Max Biaggi (Yamaha)                   | Valentino Rossi (Honda)               | Loris Capirossi (Honda)               | Valentino Rossi (Honda)               | Valentino Rossi (Honda)               |
|         |      |         |                                       |                                       |                                       |                                       |                                       |                                       |
| 72      | 2002 | Assen   | 125 cm³                               | Dani Pedrosa (Honda)                  | Manuel Poggiali (Gilera)              | Joan Olivé (Honda)                    | Dani Pedrosa (Honda)                  | Joan Olivé (Honda)                    |
| 72      | 2002 | Assen   | 250 cm³                               | Marco Melandri (Aprilia)              | Toni Elías (Aprilia)                  | Roberto Rolfo (Honda)                 | Marco Melandri (Aprilia)              | Roberto Rolfo (Honda)                 |
| 72      | 2002 | Assen   | MotoGP                                | Valentino Rossi (Honda)               | Alex Barros (Honda)                   | Carlos Checa (Yamaha)                 | Valentino Rossi (Honda)               | Valentino Rossi (Honda)               |
|         |      |         |                                       |                                       |                                       |                                       |                                       |                                       |
| 73      | 2003 | Assen   | 125 cm³                               | Steve Jenkner (Aprilia)               | Pablo Nieto (Aprilia)                 | Héctor Barberá (Aprilia)              | Dani Pedrosa (Honda)                  | Héctor Barberá (Aprilia)              |
| 73      | 2003 | Assen   | 250 cm³                               | Anthony West (Aprilia)                | Franco Battaini (Aprilia)             | Sylvain Guintoli (Aprilia)            | Manuel Poggiali (Aprilia)             | Franco Battaini (Aprilia)             |
| 73      | 2003 | Assen   | MotoGP                                | Sete Gibernau (Honda)                 | Max Biaggi (Honda)                    | Valentino Rossi (Yamaha)              | Loris Capirossi (Ducati)              | Sete Gibernau (Honda)                 |
|         |      |         |                                       |                                       |                                       |                                       |                                       |                                       |
| 74      | 2004 | Assen   | 125 cm³                               | Jorge Lorenzo (Derbi)                 | Roberto Locatelli (Aprilia)           | Casey Stoner (KTM)                    | Casey Stoner (KTM)                    | Jorge Lorenzo (Derbi)                 |
| 74      | 2004 | Assen   | 250 cm³                               | Sebastián Porto (Aprilia)             | Dani Pedrosa (Honda)                  | Toni Elías (Honda)                    | Sebastián Porto (Aprilia)             | Dani Pedrosa (Honda)                  |
| 74      | 2004 | Assen   | MotoGP                                | Valentino Rossi (Yamaha)              | Sete Gibernau (Honda)                 | Marco Melandri (Yamaha)               | Valentino Rossi (Yamaha)              | Valentino Rossi (Yamaha)              |
|         |      |         |                                       |                                       |                                       |                                       |                                       |                                       |
| 75      | 2005 | Assen   | 125 cm³                               | Gábor Talmácsi (KTM)                  | Héctor Faubel (Aprilia)               | Mattia Pasini (Aprilia)               | Mika Kallio (KTM)                     | Héctor Faubel (Aprilia)               |
| 75      | 2005 | Assen   | 250 cm³                               | Sebastián Porto (Aprilia)             | Dani Pedrosa (Honda)                  | Jorge Lorenzo (Honda)                 | Jorge Lorenzo (Honda)                 | Sebastián Porto (Aprilia)             |
| 75      | 2005 | Assen   | MotoGP                                | Valentino Rossi (Yamaha)              | Marco Melandri (Honda)                | Colin Edwards (Yamaha)                | Valentino Rossi (Yamaha)              | Valentino Rossi (Yamaha)              |
|         |      |         |                                       |                                       |                                       |                                       |                                       |                                       |
| 76      | 2006 | Assen   | 125 cm³                               | Mika Kallio (KTM)                     | Sergio Gadea (Aprilia)                | Álvaro Bautista (Aprilia)             | Mika Kallio (KTM)                     | Sergio Gadea (Aprilia)                |
| 76      | 2006 | Assen   | 250 cm³                               | Jorge Lorenzo (Aprilia)               | Alex De Angelis (Aprilia)             | Andrea Dovizioso (Honda)              | Jorge Lorenzo (Aprilia)               | Jorge Lorenzo (Aprilia)               |
| 76      | 2006 | Assen   | MotoGP                                | Nicky Hayden (Honda)                  | Shin’ya Nakano (Kawasaki)             | Dani Pedrosa (Honda)                  | John Hopkins (Suzuki)                 | Nicky Hayden (Honda)                  |
|         |      |         |                                       |                                       |                                       |                                       |                                       |                                       |
| 77      | 2007 | Assen   | 125 cm³                               | Mattia Pasini (Aprilia)               | Héctor Faubel (Aprilia)               | Gábor Talmácsi (Aprilia)              | Mattia Pasini (Aprilia)               | Héctor Faubel (Aprilia)               |
| 77      | 2007 | Assen   | 250 cm³                               | Jorge Lorenzo (Aprilia)               | Alex De Angelis (Aprilia)             | Álvaro Bautista (Aprilia)             | Jorge Lorenzo (Aprilia)               | Alex De Angelis (Aprilia)             |
| 77      | 2007 | Assen   | MotoGP                                | Valentino Rossi (Yamaha)              | Casey Stoner (Ducati)                 | Nicky Hayden (Honda)                  | Chris Vermeulen (Suzuki)              | Valentino Rossi (Yamaha)              |
|         |      |         |                                       |                                       |                                       |                                       |                                       |                                       |
| 78      | 2008 | Assen   | 125 cm³                               | Gábor Talmácsi (Aprilia)              | Joan Olivé (Derbi)                    | Simone Corsi (Aprilia)                | Simone Corsi (Aprilia)                | Efrén Vázquez (Aprilia)               |
| 78      | 2008 | Assen   | 250 cm³                               | Álvaro Bautista (Aprilia)             | Thomas Lüthi (Aprilia)                | Marco Simoncelli (Gilera)             | Álvaro Bautista (Aprilia)             | Álvaro Bautista (Aprilia)             |
| 78      | 2008 | Assen   | MotoGP                                | Casey Stoner (Ducati)                 | Dani Pedrosa (Honda)                  | Colin Edwards (Yamaha)                | Casey Stoner (Ducati)                 | Casey Stoner (Ducati)                 |
|         |      |         |                                       |                                       |                                       |                                       |                                       |                                       |
| 79      | 2009 | Assen   | 125 cm³                               | Sergio Gadea (Aprilia)                | Julián Simón (Aprilia)                | Bradley Smith (Aprilia)               | Sandro Cortese (Derbi)                | Julián Simón (Aprilia)                |
| 79      | 2009 | Assen   | 250 cm³                               | Hiroshi Aoyama (Honda)                | Héctor Barberá (Aprilia)              | Marco Simoncelli (Gilera)             | Héctor Barberá (Aprilia)              | Hiroshi Aoyama (Honda)                |
| 79      | 2009 | Assen   | MotoGP                                | Valentino Rossi (Yamaha)              | Jorge Lorenzo (Yamaha)                | Casey Stoner (Ducati)                 | Valentino Rossi (Yamaha)              | Valentino Rossi (Yamaha)              |
|         |      |         |                                       |                                       |                                       |                                       |                                       |                                       |
| 80      | 2010 | Assen   | 125 cm³                               | Marc Márquez (Derbi)                  | Nicolás Terol (Aprilia)               | Pol Espargaró (Derbi)                 | Marc Márquez (Derbi)                  | Nicolás Terol (Aprilia)               |
| 80      | 2010 | Assen   | Moto2                                 | Andrea Iannone (Speed Up)             | Toni Elías (Moriwaki)                 | Thomas Lüthi (Moriwaki)               | Andrea Iannone (Speed Up)             | Andrea Iannone (Speed Up)             |
| 80      | 2010 | Assen   | MotoGP                                | Jorge Lorenzo (Yamaha)                | Dani Pedrosa (Honda)                  | Casey Stoner (Ducati)                 | Jorge Lorenzo (Yamaha)                | Dani Pedrosa (Honda)                  |
|         |      |         |                                       |                                       |                                       |                                       |                                       |                                       |
| 81      | 2011 | Assen   | 125 cm³                               | Maverick Viñales (Aprilia)            | Luis Salom (Aprilia)                  | Sergio Gadea (Aprilia)                | Maverick Viñales (Aprilia)            | Maverick Viñales (Aprilia)            |
| 81      | 2011 | Assen   | Moto2                                 | Marc Márquez (Suter)                  | Kenan Sofuoğlu (Suter)                | Bradley Smith (Tech 3)                | Stefan Bradl (Kalex)                  | Pol Espargaró (FTR)                   |
| 81      | 2011 | Assen   | MotoGP                                | Ben Spies (Yamaha)                    | Casey Stoner (Honda)                  | Andrea Dovizioso (Honda)              | Marco Simoncelli (Honda)              | Ben Spies (Yamaha)                    |
|         |      |         |                                       |                                       |                                       |                                       |                                       |                                       |
| 82      | 2012 | Assen   | Moto3                                 | Maverick Viñales (FTR-Honda)          | Sandro Cortese (KTM)                  | Danny Kent (KTM)                      | Sandro Cortese (KTM)                  | Zulfahmi Khairuddin (KTM)             |
| 82      | 2012 | Assen   | Moto2                                 | Marc Márquez (Suter)                  | Andrea Iannone (Speed Up)             | Scott Redding (Kalex)                 | Marc Márquez (Suter)                  | Marc Márquez (Suter)                  |
| 82      | 2012 | Assen   | MotoGP                                | Casey Stoner (Honda)                  | Dani Pedrosa (Honda)                  | Andrea Dovizioso (Honda)              | Casey Stoner (Honda)                  | Dani Pedrosa (Honda)                  |
|         |      |         |                                       |                                       |                                       |                                       |                                       |                                       |
| 83      | 2013 | Assen   | Moto3                                 | Luis Salom (KTM)                      | Maverick Viñales (KTM)                | Álex Rins (KTM)                       | Miguel Oliveira (Mahindra)            | Miguel Oliveira (Mahindra)            |
| 83      | 2013 | Assen   | Moto2                                 | Pol Espargaró (Kalex)                 | Scott Redding (Kalex)                 | Dominique Aegerter (Suter)            | Pol Espargaró (Kalex)                 | Pol Espargaró (Kalex)                 |
| 83      | 2013 | Assen   | MotoGP                                | Valentino Rossi (Yamaha)              | Marc Márquez (Honda)                  | Cal Crutchlow (Yamaha)                | Cal Crutchlow (Yamaha)                | Valentino Rossi (Yamaha)              |
|         |      |         |                                       |                                       |                                       |                                       |                                       |                                       |
| 84      | 2014 | Assen   | Moto3                                 | Álex Márquez (Honda)                  | Álex Rins (Honda)                     | Miguel Oliveira (Mahindra)            | Jack Miller (KTM)                     | Romano Fenati (KTM)                   |
| 84      | 2014 | Assen   | Moto2                                 | Anthony West (Speed Up)               | Maverick Viñales (Kalex)              | Mika Kallio (Kalex)                   | Esteve Rabat (Kalex)                  | Dominique Aegerter (Suter)            |
| 84      | 2014 | Assen   | MotoGP                                | Marc Márquez (Honda)                  | Andrea Dovizioso (Ducati)             | Dani Pedrosa (Honda)                  | Aleix Espargaró (Yamaha)              | Marc Márquez (Honda)                  |
|         |      |         |                                       |                                       |                                       |                                       |                                       |                                       |
| 85      | 2015 | Assen   | Moto3                                 | Miguel Oliveira (KTM)                 | Fabio Quartararo (Honda)              | Danny Kent (Honda)                    | Enea Bastianini (Honda)               | Jorge Navarro (Honda)                 |
| 85      | 2015 | Assen   | Moto2                                 | Johann Zarco (Kalex)                  | Esteve Rabat (Kalex)                  | Sam Lowes (Speed Up)                  | Johann Zarco (Kalex)                  | Esteve Rabat (Kalex)                  |
| 85      | 2015 | Assen   | MotoGP                                | Valentino Rossi (Yamaha)              | Marc Márquez (Honda)                  | Jorge Lorenzo (Yamaha)                | Valentino Rossi (Yamaha)              | Marc Márquez (Honda)                  |
|         |      |         |                                       |                                       |                                       |                                       |                                       |                                       |
| 86      | 2016 | Assen   | Moto3                                 | Francesco Bagnaia (Mahindra)          | Fabio Di Giannantonio (Honda)         | Andrea Migno (KTM)                    | Enea Bastianini (Honda)               | Arón Canet (Honda)                    |
| 86      | 2016 | Assen   | Moto2                                 | Takaaki Nakagami (Kalex)              | Johann Zarco (Kalex)                  | Franco Morbidelli (Kalex)             | Thomas Lüthi (Kalex)                  | Takaaki Nakagami (Kalex)              |
| 86      | 2016 | Assen   | MotoGP                                | Jack Miller (Honda)                   | Marc Márquez (Honda)                  | Scott Redding (Ducati)                | Andrea Dovizioso (Ducati)             | Valentino Rossi (Yamaha)              |
|         |      |         |                                       |                                       |                                       |                                       |                                       |                                       |
| 87      | 2017 | Assen   | Moto3                                 | Arón Canet (Honda)                    | Romano Fenati (Honda)                 | John McPhee (Honda)                   | Jorge Martín (Honda)                  | Arón Canet (Honda)                    |
| 87      | 2017 | Assen   | Moto2                                 | Franco Morbidelli (Kalex)             | Thomas Lüthi (Kalex)                  | Takaaki Nakagami (Kalex)              | Franco Morbidelli (Kalex)             | Franco Morbidelli (Kalex)             |
| 87      | 2017 | Assen   | MotoGP                                | Valentino Rossi (Yamaha)              | Danilo Petrucci (Ducati)              | Marc Márquez (Honda)                  | Johann Zarco (Yamaha)                 | Scott Redding (Ducati)                |
|         |      |         |                                       |                                       |                                       |                                       |                                       |                                       |
| 88      | 2018 | Assen   | Moto3                                 | Jorge Martín (Honda)                  | Arón Canet (Honda)                    | Enea Bastianini (Honda)               | Jorge Martín (Honda)                  | Arón Canet (Honda)                    |
| 88      | 2018 | Assen   | Moto2                                 | Francesco Bagnaia (Kalex)             | Fabio Quartararo (Speed Up)           | Álex Márquez (Kalex)                  | Francesco Bagnaia (Kalex)             | Lorenzo Baldassarri (Kalex)           |
| 88      | 2018 | Assen   | MotoGP                                | Marc Márquez (Honda)                  | Álex Rins (Suzuki)                    | Maverick Viñales (Yamaha)             | Marc Márquez (Honda)                  | Maverick Viñales (Yamaha)             |
|         |      |         |                                       |                                       |                                       |                                       |                                       |                                       |
| 89      | 2019 | Assen   | Moto3                                 | Tony Arbolino (Honda)                 | Lorenzo Dalla Porta (Honda)           | Jakub Kornfeil (KTM)                  | Niccolò Antonelli (Honda)             | Dennis Foggia (KTM)                   |
| 89      | 2019 | Assen   | Moto2                                 | Augusto Fernández (Kalex)             | Brad Binder (KTM)                     | Luca Marini (Kalex)                   | Remy Gardner (Kalex)                  | Augusto Fernández (Kalex)             |
| 89      | 2019 | Assen   | MotoGP                                | Maverick Viñales (Yamaha)             | Marc Márquez (Honda)                  | Fabio Quartararo (Yamaha)             | Fabio Quartararo (Yamaha)             | Marc Márquez (Honda)                  |
|         |      |         |                                       |                                       |                                       |                                       |                                       |                                       |
| –       | 2020 | Assen   | Abgesagt wegen der COVID-19-Pandemie. | Abgesagt wegen der COVID-19-Pandemie. | Abgesagt wegen der COVID-19-Pandemie. | Abgesagt wegen der COVID-19-Pandemie. | Abgesagt wegen der COVID-19-Pandemie. | Abgesagt wegen der COVID-19-Pandemie. |
|         |      |         |                                       |                                       |                                       |                                       |                                       |                                       |
| 90      | 2021 | Assen   | MotoE                                 | Eric Granado (Energica)               | Jordi Torres (Energica)               | Alessandro Zaccone (Energica)         | Eric Granado (Energica)               | Eric Granado (Energica)               |
| 90      | 2021 | Assen   | Moto3                                 | Dennis Foggia (Honda)                 | Sergio García (GasGas)                | Romano Fenati (Husqvarna)             | Jeremy Alcoba (Honda)                 | Pedro Acosta (KTM)                    |
| 90      | 2021 | Assen   | Moto2                                 | Raúl Fernández (Kalex)                | Remy Gardner (Kalex)                  | Augusto Fernández (Kalex)             | Raúl Fernández (Kalex)                | Raúl Fernández (Kalex)                |
| 90      | 2021 | Assen   | MotoGP                                | Fabio Quartararo (Yamaha)             | Maverick Viñales (Yamaha)             | Joan Mir (Suzuki)                     | Maverick Viñales (Yamaha)             | Fabio Quartararo (Yamaha)             |
|         |      |         |                                       |                                       |                                       |                                       |                                       |                                       |
| 91      | 2022 | Assen   | MotoE (Rennen 1)                      | Dominique Aegerter (Energica)         | Eric Granado (Energica)               | Mattia Casadei (Energica)             | Dominique Aegerter (Energica)         | Eric Granado (Energica)               |
| 91      | 2022 | Assen   | MotoE (Rennen 2)                      | Eric Granado (Energica)               | Dominique Aegerter (Energica)         | Mattia Casadei (Energica)             | Dominique Aegerter (Energica)         | Eric Granado (Energica)               |
| 91      | 2022 | Assen   | Moto3                                 | Ayumu Sasaki (Husqvarna)              | Izan Guevara (GasGas)                 | Sergio García (GasGas)                | Ayumu Sasaki (Husqvarna)              | John McPhee (Husqvarna)               |
| 91      | 2022 | Assen   | Moto2                                 | Augusto Fernández (Kalex)             | Ai Ogura (Kalex)                      | Jake Dixon (Kalex)                    | Jake Dixon (Kalex)                    | Celestino Vietti (Kalex)              |
| 91      | 2022 | Assen   | MotoGP                                | Francesco Bagnaia (Ducati)            | Marco Bezzecchi (Ducati)              | Maverick Viñales (Aprilia)            | Francesco Bagnaia (Ducati)            | Aleix Espargaró (Aprilia)             |
|         |      |         |                                       |                                       |                                       |                                       |                                       |                                       |
| 92      | 2023 | Assen   | MotoE (Rennen 1)                      | Matteo Ferrari (Ducati)               | Jordi Torres (Ducati)                 | Randy Krummenacher (Ducati)           | Jordi Torres (Ducati)                 | Jordi Torres (Ducati)                 |
| 92      | 2023 | Assen   | MotoE (Rennen 2)                      | Matteo Ferrari (Ducati)               | Jordi Torres (Ducati)                 | Mattia Casadei (Ducati)               | Jordi Torres (Ducati)                 | Mattia Casadei (Ducati)               |
| 92      | 2023 | Assen   | Moto3                                 | Jaume Masiá (Honda)                   | Ayumu Sasaki (Husqvarna)              | Deniz Öncü (KTM)                      | David Muñoz (KTM)                     | Iván Ortolá (KTM)                     |
| 92      | 2023 | Assen   | Moto2                                 | Jake Dixon (Kalex)                    | Ai Ogura (Kalex)                      | Pedro Acosta (Kalex)                  | Alonso López (Boscoscuro)             | Jake Dixon (Kalex)                    |
| 92      | 2023 | Assen   | MotoGP                                | Francesco Bagnaia (Ducati)            | Marco Bezzecchi (Ducati)              | Aleix Espargaró (Aprilia)             | Marco Bezzecchi (Ducati)              | Jorge Martín (Ducati)                 |
|         |      |         |                                       |                                       |                                       |                                       |                                       |                                       |
| 93      | 2024 | Assen   | MotoE (Rennen 1)                      | Héctor Garzó (Ducati)                 | Óscar Gutiérrez (Ducati)              | Jordi Torres (Ducati)                 | Alessandro Zaccone (Ducati)           | Óscar Gutiérrez (Ducati)              |
| 93      | 2024 | Assen   | MotoE (Rennen 2)                      | Alessandro Zaccone (Ducati)           | Óscar Gutiérrez (Ducati)              | Héctor Garzó (Ducati)                 | Alessandro Zaccone (Ducati)           | Alessandro Zaccone (Ducati)           |
| 93      | 2024 | Assen   | Moto3                                 | Iván Ortolá (KTM)                     | Collin Veijer (Husqvarna)             | David Muñoz (KTM)                     | Ángel Piqueras (Honda)                | Adrián Fernández (Honda)              |
| 93      | 2024 | Assen   | Moto2                                 | Ai Ogura (Boscoscuro)                 | Fermín Aldeguer (Boscoscuro)          | Sergio García (Boscoscuro)            | Fermín Aldeguer (Boscoscuro)          | Sergio García (Boscoscuro)            |
| 93      | 2024 | Assen   | MotoGP                                | Francesco Bagnaia (Ducati)            | Jorge Martín (Ducati)                 | Enea Bastianini (Ducati)              | Francesco Bagnaia (Ducati)            | Francesco Bagnaia (Ducati)            |

Rekordsieger Fahrer: Ángel Nieto (11)